# Vòng loại Giải vô địch bóng đá thế giới 2010 – Khu vực châu Âu (Bảng 3)
Bài viết sau đây là tóm tắt của các trận đấu trong khuôn khổ bảng 3, vòng loại giải vô địch bóng đá thế giới 2010 khu vực châu Âu. Bảng đấu gồm sự góp mặt các đội Cộng hòa Séc, Ba Lan, Slovakia, Slovenia, Bắc Ireland và San Marino.
Kết thúc vòng đấu, đội đầu bảng Slovakia giành vé trực tiếp tới Nam Phi. Đội nhì bảng Slovenia đi đấu vòng play-off.
| VT | Đội          | ST | T | H | B  | BT | BB | HS  | Đ  | Giành quyền tham dự                     |     | Slovakia | Slovenia | Cộng hòa Séc | Bắc Ireland | Ba Lan | San Marino |
| -- | ------------ | -- | - | - | -- | -- | -- | --- | -- | --------------------------------------- | --- | -------- | -------- | ------------ | ----------- | ------ | ---------- |
| 1  | Slovakia     | 10 | 7 | 1 | 2  | 22 | 10 | +12 | 22 | Giành quyền tham dự FIFA World Cup 2010 |     | —        | 0–2      | 2–2          | 2–1         | 2–1    | 7–0        |
| 2  | Slovenia     | 10 | 6 | 2 | 2  | 18 | 4  | +14 | 20 | Tiến vào vòng 2                         |     | 2–1      | —        | 0–0          | 2–0         | 3–0    | 5–0        |
| 3  | Cộng hòa Séc | 10 | 4 | 4 | 2  | 17 | 6  | +11 | 16 |                                         |     | 1–2      | 1–0      | —            | 0–0         | 2–0    | 7–0        |
| 4  | Bắc Ireland  | 10 | 4 | 3 | 3  | 13 | 9  | +4  | 15 |                                         | 0–2 | 1–0      | 0–0      | —            | 3–2         | 4–0    |            |
| 5  | Ba Lan       | 10 | 3 | 2 | 5  | 19 | 14 | +5  | 11 |                                         | 0–1 | 1–1      | 2–1      | 1–1          | —           | 10–0   |            |
| 6  | San Marino   | 10 | 0 | 0 | 10 | 1  | 47 | −46 | 0  |                                         | 1–3 | 0–3      | 0–3      | 0–3          | 0–2         | —      |            |

## Kết quả
Lịch thi đấu được quyết định tại buổi họp giữa các đội được tổ chức tại Bratislava, Slovakia vào ngày 16 tháng 1 năm 2008. Các trận đấu dự định diễn ra vào tháng 8 năm 2009 được đẩy lên sớm một tuần, chuyển từ ngày 19 tháng 8 tới ngày 12 tháng 8 năm 2009, được thông qua trong phiên họp của Ủy ban Điều hành của FIFA diễn ra vào ngày 27 tháng 5 năm 2008.
| Ba Lan               | 1–1      | Slovenia  |
| -------------------- | -------- | --------- |
| Żewłakow 17' (ph.đ.) | Chi tiết | Dedič 35' |

| Slovakia                | 2–1      | Bắc Ireland       |
| ----------------------- | -------- | ----------------- |
| Škrtel 46' · Hamšík 70' | Chi tiết | Ďurica 81' (l.n.) |

| San Marino | 0–2      | Ba Lan                            |
| ---------- | -------- | --------------------------------- |
|            | Chi tiết | Smolarek 36' · R. Lewandowski 66' |

| Bắc Ireland | 0–0      | Cộng hòa Séc |
| ----------- | -------- | ------------ |
|             | Chi tiết |              |

| Slovenia           | 2–1      | Slovakia    |
| ------------------ | -------- | ----------- |
| Novakovič 22', 82' | Chi tiết | Jakubko 83' |

| Ba Lan                          | 2–1      | Cộng hòa Séc |
| ------------------------------- | -------- | ------------ |
| Brożek 27' · Błaszczykowski 53' | Chi tiết | Fenin 87'    |

| San Marino | 1–3      | Slovakia                            |
| ---------- | -------- | ----------------------------------- |
| Selva 45'  | Chi tiết | Šesták 33' · Kozák 39' · Karhan 50' |

| Slovenia                        | 2–0      | Bắc Ireland |
| ------------------------------- | -------- | ----------- |
| Novakovič 84' · Ljubijankič 85' | Chi tiết |             |

| Cộng hòa Séc | 1–0      | Slovenia |
| ------------ | -------- | -------- |
| Sionko 63'   | Chi tiết |          |

| Slovakia        | 2–1      | Ba Lan       |
| --------------- | -------- | ------------ |
| Šesták 85', 86' | Chi tiết | Smolarek 70' |

| Bắc Ireland                                       | 4–0      | San Marino |
| ------------------------------------------------- | -------- | ---------- |
| Healy 30' · McCann 43' · Lafferty 56' · Davis 75' | Chi tiết |            |

| San Marino | 0–3      | Cộng hòa Séc                        |
| ---------- | -------- | ----------------------------------- |
|            | Chi tiết | Kováč 47' · Pospěch 53' · Necid 66' |

| San Marino | 0–3      | Bắc Ireland                         |
| ---------- | -------- | ----------------------------------- |
|            | Chi tiết | McAuley 7' · McCann 33' · Brunt 63' |

| Bắc Ireland                                  | 3–2      | Ba Lan                       |
| -------------------------------------------- | -------- | ---------------------------- |
| Feeney 10' · Evans 47' · Żewłakow 61' (l.n.) | Chi tiết | Jeleń 27' · Saganowski 90+1' |

| Slovenia | 0–0      | Cộng hòa Séc |
| -------- | -------- | ------------ |
|          | Chi tiết |              |

| Cộng hòa Séc    | 1–2      | Slovakia                   |
| --------------- | -------- | -------------------------- |
| Jankulovski 30' | Chi tiết | Šesták 22' · Jendrišek 82' |

| Ba Lan | 10–0     | San Marino |
| --- | -------- | ---------- |
| Boguski 1', 27' · Smolarek 18', 60', 72', 81' · R. Lewandowski 43' · Jeleń 51' · M. Lewandowski 63' · Saganowski 88' | Chi tiết |            |

| Bắc Ireland | 1–0      | Slovenia |
| ----------- | -------- | -------- |
| Feeney 73'  | Chi tiết |          |

| Slovakia                                                                      | 7–0      | San Marino |
| ----------------------------------------------------------------------------- | -------- | ---------- |
| Čech 3', 32' · Pekarík 12' · Stoch 35' · Kozák 42' · Jakubko 63' · Hanzel 68' | Chi tiết |            |

| Slovenia                                                          | 5–0      | San Marino |
| ----------------------------------------------------------------- | -------- | ---------- |
| Koren 19', 74' · Radosavljevič 39' · Kirm 54' · Ljubijankič 90+3' | Chi tiết |            |

| Ba Lan             | 1–1      | Bắc Ireland  |
| ------------------ | -------- | ------------ |
| M. Lewandowski 80' | Chi tiết | Lafferty 38' |

| Slovakia                        | 2–2      | Cộng hòa Séc          |
| ------------------------------- | -------- | --------------------- |
| Šesták 59' · Hamšík 73' (ph.đ.) | Chi tiết | Pudil 68' · Baroš 83' |

| Cộng hòa Séc                                                        | 7–0      | San Marino |
| ------------------------------------------------------------------- | -------- | ---------- |
| Baroš 28', 44', 45+3' (ph.đ.), 66' · Svěrkoš 47', 90+4' · Necid 86' | Chi tiết |            |

| Bắc Ireland | 0–2      | Slovakia                 |
| ----------- | -------- | ------------------------ |
|             | Chi tiết | Šesták 15' · Hološko 67' |

| Slovenia                              | 3–0      | Ba Lan |
| ------------------------------------- | -------- | ------ |
| Dedič 13' · Novakovič 44' · Birsa 62' | Chi tiết |        |

| Cộng hòa Séc           | 2–0      | Ba Lan |
| ---------------------- | -------- | ------ |
| Necid 51' · Plašil 72' | Chi tiết |        |

| Slovakia | 0–2      | Slovenia                 |
| -------- | -------- | ------------------------ |
|          | Chi tiết | Birsa 56' · Pečnik 90+3' |

| Cộng hòa Séc | 0–0      | Bắc Ireland |
| ------------ | -------- | ----------- |
|              | Chi tiết |             |

| Ba Lan | 0–1      | Slovakia             |
| ------ | -------- | -------------------- |
|        | Chi tiết | Gancarczyk 3' (l.n.) |

| San Marino | 0–3      | Slovenia                                   |
| ---------- | -------- | ------------------------------------------ |
|            | Chi tiết | Novakovič 24' · Stevanovič 68' · Šuler 81' |

## Cầu thủ ghi bàn
| Vị trí | Cầu thủ             | Đội tuyển    | Số bàn |
| ------ | ------------------- | ------------ | ------ |
| 1      | Euzebiusz Smolarek  | Ba Lan       | 6      |
| 1      | Stanislav Šesták    | Slovakia     | 6      |
| 3      | Milan Baroš         | Cộng hòa Séc | 5      |
| 3      | Milivoje Novakovič  | Slovenia     | 5      |
| 5      | Tomáš Necid         | Cộng hòa Séc | 3      |
| 6      | Václav Svěrkoš      | Cộng hòa Séc | 2      |
| 6      | Warren Feeney       | Bắc Ireland  | 2      |
| 6      | Kyle Lafferty       | Bắc Ireland  | 2      |
| 6      | Grant McCann        | Bắc Ireland  | 2      |
| 6      | Rafał Boguski       | Ba Lan       | 2      |
| 6      | Ireneusz Jeleń      | Ba Lan       | 2      |
| 6      | Mariusz Lewandowski | Ba Lan       | 2      |
| 6      | Robert Lewandowski  | Ba Lan       | 2      |
| 6      | Marek Saganowski    | Ba Lan       | 2      |
| 6      | Marek Čech          | Slovakia     | 2      |
| 6      | Marek Hamšík        | Slovakia     | 2      |
| 6      | Martin Jakubko      | Slovakia     | 2      |
| 6      | Ján Kozák           | Slovakia     | 2      |
| 6      | Valter Birsa        | Slovenia     | 2      |
| 6      | Zlatko Dedič        | Slovenia     | 2      |
| 6      | Robert Koren        | Slovenia     | 2      |
| 6      | Zlatan Ljubijankič  | Slovenia     | 2      |

1 bàn
| Cộng hòa Séc - Martin Fenin - Marek Jankulovski - Radoslav Kováč - Jaroslav Plašil - Zdeněk Pospěch - Daniel Pudil - Libor Sionko Bắc Ireland - Chris Brunt - Steven Davis - Jonny Evans - David Healy - Gareth McAuley | Ba Lan - Paweł Brożek - Jakub Błaszczykowski - Michał Żewłakow San Marino - Andy Selva Slovakia - Ľuboš Hanzel - Filip Hološko - Erik Jendrišek - Miroslav Karhan - Peter Pekarík - Miroslav Stoch - Martin Škrtel | Slovenia - Andraž Kirm - Dalibor Stevanovič - Marko Šuler - Nejc Pečnik - Aleksander Radosavljevič Phản lưới nhà - Seweryn Gancarczyk (trong trận gặp Slovakia) - Michał Żewłakow (trong trận gặp Bắc Ireland) - Ján Ďurica (trong trận gặp Bắc Ireland) |

## Lượng khán giả
| Đội tuyển    | Cao nhất | Thấp nhất | Trung bình |
| ------------ | -------- | --------- | ---------- |
| Cộng hòa Séc | 15.220   | 8.002     | 12.062     |
| Bắc Ireland  | 13.357   | 12.882    | 13.092     |
| Ba Lan       | 38.914   | 4.500     | 20.841     |
| San Marino   | 2.374    | 1.037     | 1.683      |
| Slovakia     | 23.800   | 6.652     | 15.469     |
| Slovenia     | 12.500   | 4.400     | 9.882      |